# Yūki Ishii (giocatore di football americano)
Yūki Ishii (石井悠貴?, Ishii Yūki; ...) è un ex giocatore di football americano giapponese che ha giocato come cornerback.

## Palmarès
- 5 Rice Bowl (Fujitsu Frontiers, 2016, 2017, 2018, 2019, 2021)